# 六所神社 (酒々井町)
六所神社（ろくしょじんじゃ）は、千葉県印旛郡酒々井町墨（下総国印旛郡）にある神社。旧社格は村社。天御中主命を主祭神とする。

## 概要
創建年代は不明であるが、江戸時代には六所大明神と称し真言宗泉光院が管理していた。享保19年（1735年）に社殿を新築し、その遷宮式に奉納したことから始まったとされる墨の獅子舞が伝えられている。
墨の獅子舞は、五穀豊穣と雨乞いを祈願する三匹獅子舞で、かつては春秋の2回奉納されていたが、現在は「墨獅子舞保存会」により伝承され毎年7月15日に奉納される。演目には「足揃え」「芝獅子」「幣束獅子」「猿獅子」「剣の舞」があり、千葉県の無形民俗文化財に指定されている。

## 祭神
主祭神の天之御中主神と、伊耶那岐命・伊耶那美命・大日霊貴命・経津主神・木花咲耶姫・建御名方神・倉稲魂命・保食神・熊野久須毘命・天日鷲神の十一柱。

## 本殿
本殿は平成元年に新築されたものである。

## 古墳
本殿向かって右横境内に、墨六所神社古墳（円墳 径15m、高さ2m）がある。